# Francia en la Copa Mundial de Rugby de 1999
Les Bleus fueron uno de los 20 países que participaron de la Copa Mundial de Rugby de 1999, que se realizó principalmente en Gales (Reino Unido).
La cuarta participación francesa tuvo al seleccionado jugando de local, en tres ciudades, toda la fase de grupos y esto alivió el bajísimo nivel con el que llegó al mundial; tras quedar último en el Cinco Naciones.
Francia tuvo suerte en el sorteo de grupos y le tocó un camino fácil, para su experiencia, hasta semifinales. En dicha fase, una impresionante victoria contra los All Blacks los envió a la final por segunda vez en su historia.

## Plantel
Skrela (50 años) tuvo como asistente a Pierre Villepreux.
Castaignède se lesionó en un entrenamiento luego del primer partido y Brusque lo reemplazó, este no llegó a jugar.
Mignoni era titular pero se lesionó contra Namibia y debió ser reemplazado por Galthié, quien se ganó la titularidad.
|                                | Jugador                | Edad    | Posición      | Tests | Equipo                   |
| ------------------------------ | ---------------------- | ------- | ------------- | ----- | ------------------------ |
| Hookers y Pilares              |                        |         |               |       |                          |
|                                | Christian Califano     | 27 años | Pilar         | 47    | Stade Toulousain         |
|                                | Marc Dal Maso          | 32 años | Hooker        | 24    | Colomiers Rugby          |
|                                | Pieter de Villiers     | 27 años | Pilar         | 1     | Stade Français Paris     |
| 2                              | Raphaël Ibáñez         | 26 años | Hooker        | 24    | Arlequine Perpignan      |
| 1                              | Cédric Soulette        | 27 años | Pilar         | 8     | Stade Toulousain         |
| 3                              | Franck Tournaire       | 26 años | Pilar         | 37    | Stade Toulousain         |
| Segundas líneas                |                        |         |               |       |                          |
|                                | David Auradou          | 25 años | Segunda línea | 6     | Stade Français Paris     |
| 4                              | Abdelatif Benazzi      | 31 años | Segunda línea | 64    | Sporting Union Agen      |
|                                | Olivier Brouzet        | 26 años | Segunda línea | 33    | Union Bordeaux Bègles    |
| 5                              | Fabien Pelous          | 25 años | Segunda línea | 43    | Stade Toulousain         |
| Alas y Octavos                 |                        |         |               |       |                          |
|                                | Arnaud Costes          | 26 años | Ala           | 7     | ASM Clermont Auvergne    |
| 8                              | Christophe Juillet     | 30 años | Octavo        | 6     | Stade Français Paris     |
| 6                              | Marc Lièvremont        | 31 años | Ala           | 19    | Stade Français Paris     |
|                                | Thomas Lièvremont      | 26 años | Octavo        | 14    | Arlequine Perpignan      |
| 7                              | Olivier Magne          | 26 años | Ala           | 23    | ASM Clermont Auvergne    |
|                                | Lionel Mallier         | 25 años | Ala           | 2     | Brive-Corrèze            |
| Medios scrums                  |                        |         |               |       |                          |
|                                | Stéphane Castaignède   | 30 años | Medio scrum   | 1     | Stade Montois            |
| 9                              | Fabien Galthié         | 30 años | Medio scrum   | 27    | Colomiers Rugby          |
|                                | Pierre Mignoni         | 22 años | Medio scrum   | 6     | AS Béziers Hérault       |
| Aperturas y Centros            |                        |         |               |       |                          |
|                                | Nicolas Brusque        | 23 años | Apertura      | 1     | Section Paloise          |
|                                | Thomas Castaignède     | 24 años | Apertura      | 30    | Castres Olympique        |
|                                | Cédric Desbrosse       | 27 años | Centro        | 0     | Stade Toulousain         |
| 13                             | Richard Dourthe        | 24 años | Centro        | 16    | Union Sportive Dacquoise |
|                                | Stéphane Glas          | 25 años | Centro        | 27    | Bourgoin-Jallieu         |
| 10                             | Christophe Lamaison    | 28 años | Apertura      | 23    | Brive-Corrèze            |
| 12                             | Émile Ntamack          | 29 años | Centro        | 35    | Stade Toulousain         |
| Fullbacks y Wings              |                        |         |               |       |                          |
| 14                             | Philippe Bernat-Salles | 29 años | Wing          | 27    | Biarritz Olympique       |
| 11                             | Christophe Dominici    | 27 años | Wing          | 9     | Stade Français Paris     |
| 15                             | Xavier Garbajosa       | 22 años | Fullback      | 10    | Stade Toulousain         |
|                                | Jimmy Marlu            | 22 años | Wing          | 1     | ASM Clermont Auvergne    |
|                                | Ugo Mola               | 26 años | Fullback      | 6     | Castres Olympique        |
|                                | Olivier Sarraméa       | 24 años | Wing          | 4     | Castres Olympique        |
| Entrenador: Jean-Claude Skrela |                        |         |               |       |                          |

## Participación
Francia integró el grupo C junto a la dura Fiyi (a quien había vencido en 1987), los débiles Canucks (también con victoria en 1991) y la debutante Namibia. Les Bleus jugaron toda la fase en casa y ganaron su zona con todas victorias.

### Fase final
En los cuartos de final se cruzaron ante los Pumas del entrenador kiwi Alex Wyllie, el capitán Lisandro Arbizu, Omar Hasan, Rolando Martín y Gonzalo Quesada. Argentina no pudo con los backs franceses y éstos avanzaron.
Las semifinales les puso el primer rival fuerte: la superpotencia Nueva Zelanda, que alineó a Craig Dowd, Robin Brooke, el capitán Taine Randell, Andrew Mehrtens y Jonah Lomu. Los All Blacks cometieron demasiados penales, no lograron marcar puntos en los 35 minutos finales y recibieron tres afortunados tries de errores propios, para terminar cayendo asombrosamente.
| 31 de octubre de 1999 | Nueva Zelanda                                                                                             | 31 – 43 | Francia | Estadio Twickenham, Londres,                            |                                                         |
|                       | Tries Lomu 24', 45' Wilson 80' Conversiones Mehrtens (2) 45', 80+' Penales Mehrtens (4) 9', 18', 22', 39' | Reporte | Tries 20' Lamaison 56' Dominici 60' Dourthe 75' Bernat-Salles Conversiones 20', 56', 61', 76' (4) Lamaison Penales 2', 50', 54' (3) Lamaison Drops 47', 49' (2) Lamaison | Asistencia: 70.000 espectadores Árbitro(s): Jim Fleming | Asistencia: 70.000 espectadores Árbitro(s): Jim Fleming |

### Final
El partido definitivo los enfrentó a los Wallabies del entrenador Rod Macqueen. Australia impuso a sus figuras: John Eales, David Wilson, George Gregan, Tim Horan y Joe Roff; Francia no pudo hacerle frente y perdió ampliamente.
| 6 de noviembre de 1999 | Francia                                | 12 – 35 | Australia | Estadio del Milenio, Cardiff,                            |                                                          |
|                        | Penales Lamaison (4) 2', 12', 52', 60' | Reporte | Tries 66' Tune 86' Finegan Conversiones 67', 87' (2) Burke Penales 4', 15', 25', 40', 46', 58', 64' (7) Burke | Asistencia: 72.500 espectadores Árbitro(s): André Watson | Asistencia: 72.500 espectadores Árbitro(s): André Watson |

## Legado
Fue el último mundial de los experimentados Benazzi, Califano y Ntamack. El entrenador Skrela no fue renovado.
El partido contra los All Blacks es considerado de los más espectaculares en la historia del campeonato, el mejor de Gales 1999 y de los más imponentes en la historia. Es la victoria francesa más transcendente del profesionalismo, contra Nueva Zelanda, luego de la eliminación kiwi en los cuartos de final de Francia 2007.